# Nealcidion eulophum
Nealcidion eulophum är en skalbaggsart som först beskrevs av Bates 1881.  Nealcidion eulophum ingår i släktet Nealcidion och familjen långhorningar.
Artens utbredningsområde är:
- Belize.
- Costa Rica.
- Guatemala.
- Honduras.

Inga underarter finns listade i Catalogue of Life.